# Bernard Pomey
 (décembre 2018).
Bernard Pomey, né le 8 juillet 1928 à Firminy et mort le 23 septembre 1959 à Paris, est un peintre français.

## Biographie
En 1945 Bernard Pomey fait son noviciat au séminaire des Oblats de Marie-Immaculée à Pontmain (Mayenne). En 1947 il s'inscrit à l’École nationale supérieure des beaux-arts de Paris dans l’atelier de Nicolas Untersteller. De 1948 à 1950, il complète son apprentissage au Centre d’Art sacré à Paris, dirigé par Jacques Le Chevallier. En 1953 il participe à l'exposition Célébrités et révélations de la peinture contemporaine au Musée Galliera à Paris. Il réalise la tapisserie Crucifixion pour La Congrégation des Sœurs de la Providence de Saint André de Peltre destinée la chapelle de l’Hôpital Saint André à Metz. L’État lui commande deux tapisseries Jardin d’Uranie (1949) et Souvenir de la dame à la licorne (1954), conservées au Mobilier national. En 1957 la Caisse des dépôts et consignations lui commande un bassin en mosaïque à Neuilly-sur-Seine. Décédé prématurément à 31 ans, il laisse un œuvre comprenant une centaine de toiles, environ 800 dessins, aquarelles et gouaches, une trentaine de cartons de tapisserie, une centaine de céramiques et une vingtaine de mosaïques.   

## Œuvres
Entre 1947 et 1956 son style est figuratif. Il peint des paysages, des natures mortes, des portraits et des aubades. Outre la peinture, il réalise des cartons de tapisserie, des céramiques, des mosaïques et des vitraux à motifs religieux et illustre sous forme de miniatures enluminées L'Apocalypse de saint Jean l’Evangéliste. Vers 1957 il réalise des tableaux semi figuratifs tels Grands musiciens bleus et Grands musiciens orange. Début 1958 il approche l'abstraction avec des œuvres telle Albi. En 1959 il passe au tachisme, compose des supports cimenteux à base de sable pour ses toiles et peint trois suites de toiles : Gaïa dont Gaïa 16, Sélia et Hélia. Puis c'est l'ultime série des gouaches inspirée du Cantique spirituel de saint Jean de la Croix.
Ses œuvres sont conservées dans les collections publiques de Paris (CNAP, Mobilier national, Musée d'art moderne de la Ville de Paris, Musée de la chasse) et à Aubusson à la Cité Internationale de la tapisserie. 

## Expositions personnelles
- Paris, Musée des arts décoratifs, 1966[9].
- Paris, Musée Galliéra, 1968[10].
- Bernard Pomey tapisseries de 1949 à 1958, céramiques de 1950 à 1952, Paris, La Demeure, 1970[11].
- Paris, Musée d’art moderne de la Ville de Paris, 1977[12].
- Bernard Pomey, L’Apocalypse de saint Jean l’Evangéliste & Le Cantique spirituel de saint Jean de La Croix, Troyes, Maison du Boulanger, Centre culturel Thibaud de Champagne, 1979[13].